# Acalypha noronhae
Acalypha noronhae é uma espécie de flor do gênero Acalypha, pertencente à família Euphorbiaceae.